# 喬盧特卡

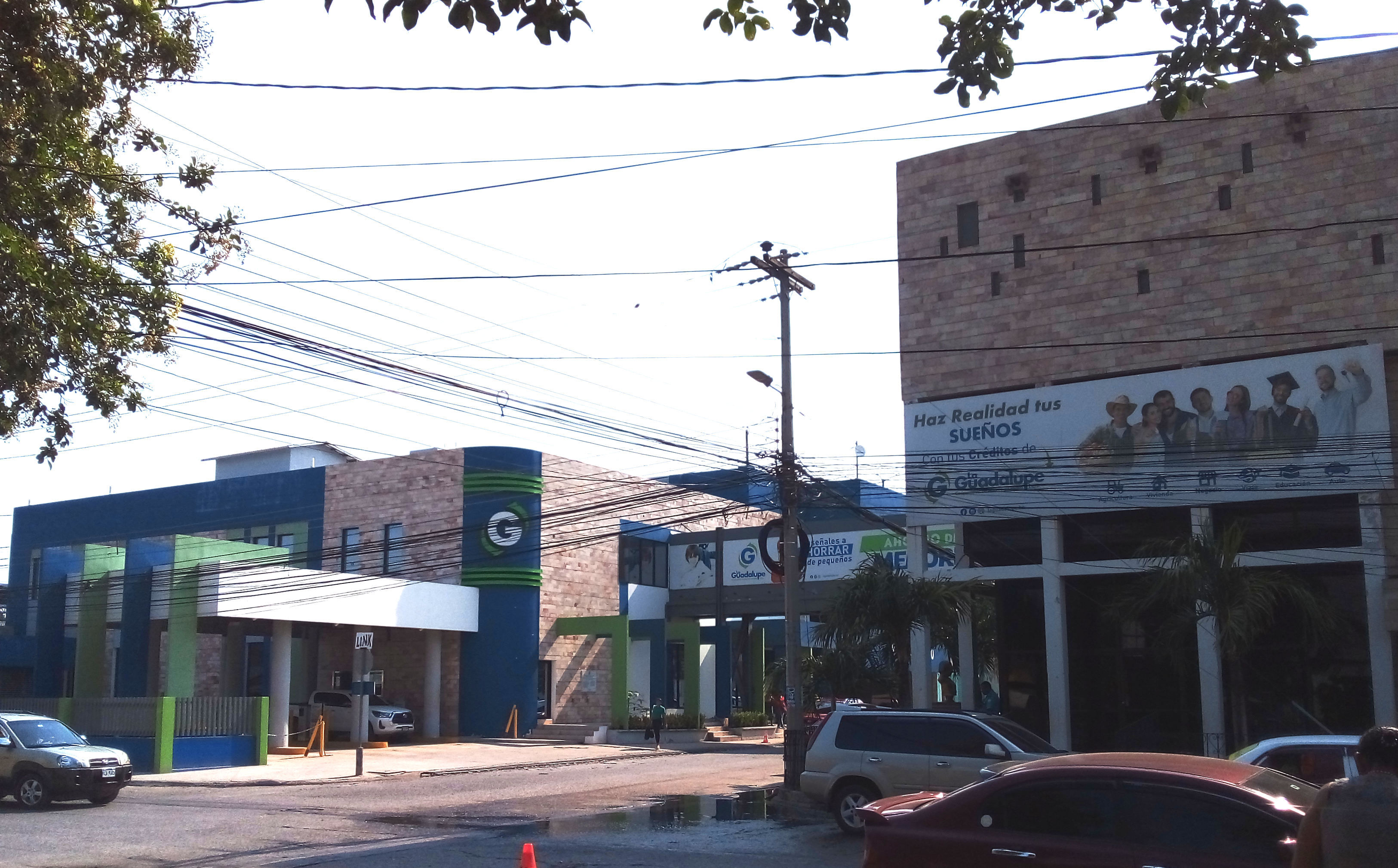
喬盧特卡

喬盧特卡（西班牙語：Choluteca）是洪都拉斯的城市，由喬盧特卡省負責管轄，位於該國南部，毗鄰與尼加拉瓜接壤的邊境，始建於1502年，面積4,360平方公里，海拔高度45.7米，2007年人口約120,000。